# Cardiocondyla papuana
Cardiocondyla papuana är en myrart som först beskrevs av Reiskind 1965.  Cardiocondyla papuana ingår i släktet Cardiocondyla och familjen myror. Inga underarter finns listade.